# Hanaya Tadashi

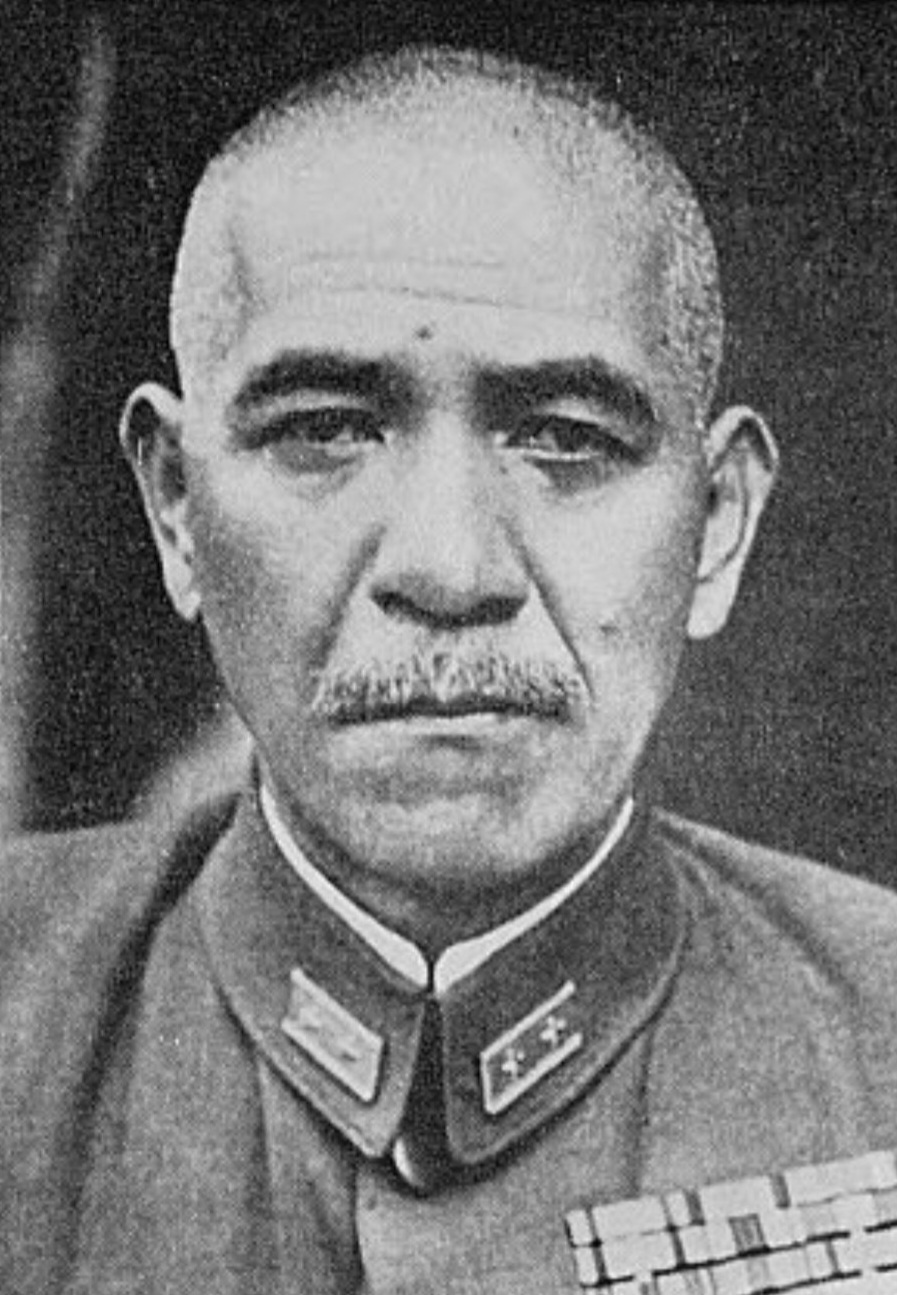
Generalleutnant Hanaya Tadashi

Hanaya Tadashi (japanisch 花谷 正; * 5. Januar 1894 in Okayama; † 28. August 1957) war ein General der Kaiserlich Japanischen Armee, er befehligte während des Zweiten Weltkrieges die japanische 55. Division in Burma.

## Biographie
Hanaya wurde am 5. Januar 1894 in Okayama als Sohn eines Dorfvorstehers geboren. Er besuchte militärische Vorbereitungsschulen und schloss die Ausbildung an der Heeresoffizierschule im Mai 1914 ab und dem 54. Infanterieregiment der japanischen Armee zugewiesen. Er schloss dann im November 1922 die Heereshochschule in Tokio ab.
Am Anfang seiner Karriere diente Hanaya im Generalstab der Armee und war in Zhengzhou in China unter dem Oberbefehl der Kwantung-Armee stationiert. Im August 1929 wurde er Bataillonskommandeur im 37. Infanterieregiment. Als Major war er 1931 der Abteilung für Militärisches Nachrichtenwesen der Kwantung-Armee zugeteilt und war Chef des Spezialeinsatzbüros für Mukden. In dieser Funktion war er zusammen mit General Itagaki Seishirō and General Ishiwara Kanji tief in die Planung des Mukden-Zwischenfalls involviert, der zur späteren japanischen Besetzung der Mandschurei führte. Danach kommandierte Hanaya ein Bataillon des 35. Regiments und kehrte zunächst 1935 in den Stab der Kwantung-Armee und dann 1937 in den Generalstab der Armee zurück. Im März 1937 wurde er der 2. Division zugeteilt und im November Kommandeur des 43. Infanterieregiments. Dieses Regiment war an den Kämpfen in Shanghai bei Beginn des Zweiten Japanisch-Chinesischen Krieges beteiligt. Er wurde 1939 nach dem Nomonhan-Zwischenfall als Chef der Militärdelegation in Mandschukuo eingesetzt.
Im März 1940 wurde Hanaya zum Generalmajor befördert und wurde Befehlshaber der 29. Infanteriebrigade. Danach befehligte ab er Juli 1941 eine Infanteriegruppe der 29. Division, bevor er im Dezember 1941 Stabschef der 1. Armee wurde. 
Im Juni 1943 wurde Hanaya zum Generalleutnant befördert und zum Kommandant der 55. Division in Burma ernannt. Seine Division wurde während der Operation Cudgel befohlen, am 11. Januar 1944 in die Region Akyab einzudringen. Seine Truppen wurden in heftige Kämpfe mit der Britisch-indischen Armee verwickelt. Die japanische Gegenoffensive wurde in der Operation Ha-gō im Februar 1944 durch britische Luftüberlegenheit und Verstärkungen vollständig gestoppt und Hanaya musste sich zurückziehen, um nicht eingeschlossen zu werden. Am 19. Februar 1944 zog sich das japanische 112 Regiment ohne Befehl zurück. Von ursprünglich 3.000 Mann waren noch 400 übrig und es stand weit überlegenen britischen Kräften gegenüber. Allerdings konnten Hanayas Männer durch einen Gegenangriff am unteren Sittaung den Rückzug eines Teiles der japanischen 28. Armee ermöglichen. Im Juli 1945 wurde Hanaya zum Stabschef der 39. Armee, die in Bangkok stationiert war. Nur fünf Tage später wurde die 39. Armee in 18. Regionalarmee umbenannt.
Hanaya hatte den Ruf, hochrangige Offiziere unter seinem Kommando zu schikanieren und sie sogar körperlich zu schlagen. Er soll auch jüngere Offiziere zum Selbstmord (Seppuku) aufgefordert haben und ihnen sein eigenes Schwert angeboten haben, wenn sie Einspruch erhoben. Allerdings hatte er auch den Ruf, fürsorglich gegenüber Mannschaftssoldaten zu sein. Er war politisch rücksichtslos, zeigte aber auch echte militärische Fähigkeiten. Hanaya war allgemein verhasst und behielt seine Position trotz zahlreicher Beschwerden nur dank direkter Unterstützung durch Tojo Hideki. Hanaya war einer der ersten Befehlshaber, der die Ankündigung Kaiser Hirohitos akzeptierte, den Krieg zu beenden.
In der direkten Nachkriegszeit war Hanaya aktiv in ultrarechten Organisationen. Er veröffentlichte seine Memoiren über den Mukden-Zwischenfall im Jahre 1955. Als er krank wurde, brachte die übliche Spendensammlung unter ehemaligen Untergebenen nicht eine einzige Spende und seine Beerdigung wurde von der Öffentlichkeit gemieden.